# Aitik
Aitik  ist ein Kupfertagebau der Boliden AB, etwa 20 Kilometer südöstlich der Stadt Gällivare in Nordschweden. Er ist eines der größten europäischen Kupferbergwerke. Als Nebenprodukte werden Gold, Silber und Molybdän aus dem Erz gewonnen. Der Tagebau ist 3 km lang und 1,1 km breit.
Der Erzabbau begann 1968 mit einer Förderung von zwei Millionen Tonnen. Seitdem wurde der Abbau allmählich bis auf 18 Millionen Tonnen jährlich gesteigert. 2010 wurde Aitik erweitert und die Förderung erreichte 2014 39 Millionen Tonnen Erz.